# Peter Sandström

Clas Peter Andreas Sandström, född 7 juli 1963 i Nykarleby, Österbotten, är en finlandssvensk romanförfattare.
Sandström har en journalistexamen från Svenska social- och kommunalhögskolan vid Helsingfors universitet, och har arbetat som journalist och författare. Sandströms romaner karakteriseras av en mycket nära koppling till författarens eget liv, ofta är huvudpersonen en person med samma namn som författaren själv. Sandström var också ordförande för Finlands svenska författareförening från mars 2013 till augusti 2020.
Han är bosatt i Åbo.

## Priser och utmärkelser
- 2012 – Svenska Yles litteraturpris[7]
- 2015 – Nominerad till Nordiska rådets litteraturpris[8]
- 2017 – Runebergspriset[9]
- 2017 – Svenska litteratursällskapets pris[10]
- 2020 – De Nios Julpris